# 221
| [ Edytuj tabelę ] |                                               |
| Władca Korei      | - 197 Sansang 227                             |
| Papież            | - 217 Hipolit Rzymski 235 - 217 Kalikst I 222 |
| Król Partów       | - 208 Wologazes VI 228 - 216 Artabanus IV 224 |
| Cesarz Rzymu      | - 218 Heliogabal 222                          |

Rok 221 / CCXXI
stulecia: II wiek ~
III wiek ~
IV wiek

lata: 211 «
216 «
217 «
218 «
219 «
220 «
221
» 222
» 223
» 224
» 225
» 226
» 231

## Wydarzenia
- 26 czerwca – cesarz rzymski Heliogabal adoptował swego kuzyna Aleksandra Sewera i uznał go za następcę tronu.